# シャフィ・ゴールドワッサー
シャフリラ・ゴールドワッサー（Shafrira Goldwasser、ヘブライ語: שפרירה גולדווסר、1959年11月14日 - ）は、マサチューセッツ工科大学の電気工学と計算機科学の教授で、イスラエルのワイツマン科学研究所の数学の教授。通称はシャフィ (Shafi)。

## 経歴
ニューヨーク生まれ。カーネギーメロン大学で数学の学士号を取得し（1979年）、カリフォルニア大学バークレー校で計算機科学の修士号（1981年）と博士号（1983年）を取得した。彼女は1983年からMITに勤務し、1997年に最初のRSAプロフェッサーシップを獲得した。MITコンピュータ科学・人工知能研究所の計算理論グループの一員である。
2001年、アメリカ芸術科学アカデミー、2004年、全米科学アカデミー、2005年、全米技術アカデミーの会員、2007年、IACRフェローに選ばれた。2023年王立協会外国人会員に選出

## 業績
ゴールドワッサーの研究領域は計算複雑性理論、暗号理論、計算数論などである。彼女はゼロ知識証明の発明者の1人である。これは、追加の知識なしで表明の正当性を蓋然的かつ対話的に証明する手法であり、暗号設計の重要な手段の一つとなっている。計算複雑性理論では近似問題の分類に関してNPの近似解だけが必要な場合でも解を得るのが困難な問題があることを示した。

## 受賞歴
- ゲーデル賞
  - 1回目（1993年） - 「対話型証明システムにおける知識複雑性」に対して
  - 2回目（2001年） - 「対話型証明と Cliques 近似の困難性」に対して
- 1996年 - ACMよりグレース・ホッパー賞
- 1998年 - RSA Award for Excellence in Mathematics
- 2008-2009年 - Athena Lecturer Award of the Association for Computing Machinery's Committee on Women in Computing[7]
- 2010年 - ベンジャミン・フランクリン・メダル[8]
- 2011年 - IEEE Emanuel R. Piore Award
- 2012年 - チューリング賞
- 2021年 - ロレアル-ユネスコ女性科学賞
- 2023年 - ハロルド・ペンダー賞